# Hoy empieza todo (radio)
Hoy empieza todo es un programa musical y magacín matinal de Radio 3, de Radio Nacional de España, presentado por Irene Valiente. 

## Trayectoria
Inició su andadura en 2008, de la mano de Gustavo Iglesias y José Manuel Sebastián, pero desde 2009 pasó a dirigirlo Carmona, manteniéndose al frente hasta 2023. Desde 2012 el programa se dividió en dos, de tres horas cada una, diferenciadas por una primera parte presentada por Ángel Carmona y una segunda parte por Marta Echeverría que funciona como un programa "hermanado pero autónomo". El programa recibió un premio ondas en 2015 en la categoría de mejor presentador de radio musical. En la temporada 2021-2022 el equipo de Hoy empieza todo lo formaban Ángel Carmona, Gustavo Iglesias, Javier Pascual, Clara Vilar, Luigi y Gustavo Adolfo Bautista en la producción. Desde septiembre de 2023 el programa está conducido por Irene Valiente, que lidera un equipo compuesto por Paola García, Yon Gracia, Rafa Ariza y Víctor Moreno-Cid.

## Reconocimientos
En 2018, el programa fue reconocido con el Premio de Radio durante los Premios Nacionales de la Música y las Artes concedidos por la Asociación Cultural Bon Vivant, edición en la que también fue premiado el director del Festival Internacional de Cine de San Sebastián José Luis Rebordinos.